# Pygopleurus anemonius
Pygopleurus anemonius är en skalbaggsart som beskrevs av Gaspard Auguste Brullé 1832. Pygopleurus anemonius ingår i släktet Pygopleurus och familjen Glaphyridae. Inga underarter finns listade i Catalogue of Life.